# Jean Taillandier
Jean Taillandier (født 22. januar 1938 i Auzances, Frankrig) er en tidligere fransk fodboldspiller, der spillede som målmand. Han var på klubplan tilknyttet RC Paris og RC Lens, og spillede desuden tre kampe for det franske landshold. Han var med på det franske hold til EM i 1960.